# Eduardo Anguita
Eduardo Anguita (Yerbas Buenas, 14 de novembro de 1914 — Santiago do Chile, 12 de agosto de 1992) foi um poeta chileno.

## Prêmios
Eduardo Anguita ganhou o Prêmio Nacional de Literatura do Chile em 1988.